# Leptargyrtes boneti
Leptargyrtes boneti is een rechtvleugelig insect uit de familie grottensprinkhanen (Rhaphidophoridae). De wetenschappelijke naam van deze soort is voor het eerst geldig gepubliceerd in 1972 door Hubbell.